# Norbert Hauata
Norbert Hauata (1979. június 8. –) tahiti nemzetközi labdarúgó-játékvezető.

## Pályafutása

### Nemzetközi játékvezetés
A Tahiti labdarúgó-szövetség Játékvezető Bizottsága (JB) terjesztette fel nemzetközi játékvezetőnek, a Nemzetközi Labdarúgó-szövetség (FIFA) 2008-tól tartotta nyilván bírói keretében. Több nemzetek közötti válogatott és klubmérkőzést vezetett. FIFA JB besorolás szerint elit kategóriás bíró.

#### Világbajnokság
Mexikó a 14., a 2011-es U17-es labdarúgó-világbajnokságot, az Egyesült Arab Emírségek a 15. a 2013-as U17-es labdarúgó-világbajnokságot rendezte, ahol a FIFA JB hivatalnoki feladatokkal látta el.

##### 2011-es U17-es labdarúgó-világbajnokság
| Időpont          | Helyszín                        | Mérkőzés típusa        | Mérkőzés           | Eredmény | Nézők száma |
| ---------------- | ------------------------------- | ---------------------- | ------------------ | -------- | ----------- |
| 2011. június 19. | Marcel Saupin Stadion, Pachuca  | selejtező (C. csoport) | Ruanda–Anglia      | 0 : 2    | 12 640      |
| 2011. június 26. | Corregidora, Stadion, Querétaro | selejtező (E. csoport) | Panama–Németország | 0 : 2    | 28 500      |

##### 2013-as U17-es labdarúgó-világbajnokság
| Időpont           | Helyszín                        | Mérkőzés típusa        | Mérkőzés            | Eredmény | Nézők száma |
| ----------------- | ------------------------------- | ---------------------- | ------------------- | -------- | ----------- |
| 2013. október 21. | Fujairah Club Stadion, Fujairah | selejtező (C. csoport) | Horvátország–Panama | 1 – 0    | 5093        |
| 2013. október 24. | Városi Stadion, Sharjah         | selejtező (D. csoport) | Japán–Tunézia       | 2 – 1    | 5183        |

---
A világbajnoki döntőhöz vezető úton Brazíliába a XX., a 2014-es labdarúgó-világbajnokságra a FIFA JB bíróként alkalmazta. Az Óceániai (OFC) zónában vezetett selejtező mérkőzést.

##### 2014-es labdarúgó-világbajnokság
2012-ben a FIFA JB bejelentette, hogy a brazil labdarúgó-világbajnokság lehetséges játékvezetőinek átmeneti listájára jelölte. A kiválasztottak mindegyike részt vett több szakmai szemináriumon. A FIFA JB 25 bírót és segítőiket, valamint kilenc tartalék bírót és melléjük egy-egy asszisztenst nevezett meg. A végleges listát különböző technikai, fizikai, pszichológiai és egészségügyi tesztek teljesítése, valamint különböző erősségű összecsapásokon mutatott teljesítmények alapján állították össze.

###### Selejtező mérkőzés
| Időpont             | Helyszín                          | Mérkőzés típusa                 | Mérkőzés               | Eredmény | Nézők száma |
| ------------------- | --------------------------------- | ------------------------------- | ---------------------- | -------- | ----------- |
| 2012. szeptember 7. | Numa-Daly Magenta Stadion, Nouméa | előselejtező (központi csoport) | Új-Kaledónia–Új-Zéland | 0 : 2    | 6 000       |

#### OFC Nemzetek Kupája
A világbajnoki és az Óceániai-nemzetek kupája döntőhöz vezető úton Új-Zéland a 8., a 2008-as OFC-nemzetek kupája, Salamon-szigetek a 9., a 2012-es OFC-nemzetek kupája tornát rendezte, ahol a FIFA/OFC JB játékvezetőként alkalmazta.

##### 2008-as OFC-nemzetek kupája

###### Bajnoki mérkőzések
| Időpont              | Helyszín                        | Mérkőzés típusa         | Mérkőzés               | Eredmény | Nézők száma |
| -------------------- | ------------------------------- | ----------------------- | ---------------------- | -------- | ----------- |
| 2008. szeptember 10. | North Harbour Stadion, Auckland | döntő csoportmérkőzések | Új-Zéland–Új-Kaledónia | 3 : 0    | 8 000       |

##### 2012-es OFC-nemzetek kupája

###### Bajnoki mérkőzések
| Időpont         | Helyszín                     | Mérkőzés típusa        | Mérkőzés                         | Eredmény | Nézők száma |
| --------------- | ---------------------------- | ---------------------- | -------------------------------- | -------- | ----------- |
| 2012. június 2. | Lawson Tama Stadion, Honiara | selejtező (B. csoport) | Salamon-szigetek–Pápua Új-Guinea | 1 : 0    | 15 000      |
| 2012. június 6. | Lawson Tama Stadion, Honiara | selejtező (B. csoport) | Új-Zéland–Salamon-szigetek       | 1 : 1    | 18 000      |
| 2012. június 8. | Lawson Tama Stadion, Honiara | egyik elődöntő         | Új-Zéland–Új-Kaledónia           | 0 : 2    | 10 000      |

##### Ifjúsági olimpia
Szingapúr rendezte az I., 2010. évi nyári ifjúsági olimpiai játékokat, ahol a FIFA JB hivatalnokként foglalkoztatta.
| Időpont             | Helyszín                       | Mérkőzés típusa           | Mérkőzés      | Eredmény | Nézők száma |
| ------------------- | ------------------------------ | ------------------------- | ------------- | -------- | ----------- |
| 2010. augusztus 16. | Jalan Besar Stadion, Szingapúr | előselejtező (C. csoport) | Bolívia–Haiti | 9 – 0    | 1215        |

#### Nemzetközi kupamérkőzések
Vezetett Kupa-döntők száma: 3.

##### OFC-bajnokok ligája
| Időpont           | Helyszín                           | Mérkőzés típusa        | Mérkőzés                                                         | Eredmény | Nézők száma |
| ----------------- | ---------------------------------- | ---------------------- | ---------------------------------------------------------------- | -------- | ----------- |
| 2009. május 3.    | Kiwitea Street Stadion, Auckland   | második döntő mérkőzés | Auckland City FC (Új-Zéland)–Koloale FC (Solomon-szigetek)       | 7 : 2    | 1 250       |
| 2010. május 2.    | Fred Taylor Park Stadion, Auckland | második döntő mérkőzés | Waitakere United (Új-Zéland)–PRK Hekari United (Pápua Új-Guinea) | 2 : 1    | 3 000       |
| 2011. április 17. | Kiwitea Street Stadion, Auckland   | második döntő mérkőzés | Auckland City FC–Amicale Vanuatu                                 | 4 : 0    | 3 000       |